# Nederlandse Rope Skipping Organisatie
Nederlandse Rope Skipping Organisatie (NSRO) is de Nederlandse sportbond voor rope skipping, aangesloten bij de Europese Rope Skipping Organisatie. De NSRO organiseert het Nederlands kampioenschap rope skipping.
De organisatie werd opgericht door Nico Veenman, Peter Hoek en Eric Herber.
De NSRO organiseerde de Europese kampioenschappen van 2007 in Veldhoven.